# Regno Mutawakkilita dello Yemen
Il Regno mutawakkilita dello Yemen (in arabo المملكة المتوكلية اليمنية‎?, al-Mamlaka al-Mutawakkiliyya al-Yamaniyya) rappresenta una breve fase storica (1918-1962) inaugurata dall'opera politica del suo Imam Yaḥyā ibn Muḥammad, che aveva il laqab di al-Mutawakkil ʿalà Allāh (Il confidente in Dio). La sua capitale fu Taʿizz o Ṣanʿāʾ.

## Storia
Nel 1904, morto l'Imam Muhammad b. Yahyā Hamīd al-Dīn, detto al-Manṣūr bi-llāh (Il reso vittorioso da Dio) gli succedette il figlio Yaḥyā.
I capi religiosi del movimento della zaydita, facente parte della costellazione sciita, espulsero le forze ottomane da quello che ora è lo Yemen settentrionale a metà del XVII secolo ma, in un secolo, l'unità dello Yemen si disfece per le difficoltà di governare le regioni montuose. Nel 1849, l'Impero ottomano occupò la regione costiera della Tihama ed effettuò forti pressioni sull'Imam zaydita perché sottoscrivesse un trattato che riconoscesse la sovranità ottomana e consentisse a una piccola forza ottomana di stazionare a San'a'. Tuttavia gli ottomani si attardarono ad assumere il controllo dello Yemen e non assoggettarono mai del tutto la resistenza locale zaydita. Nel 1913, nel periodo di poco precedente lo scoppio della prima guerra mondiale, l'Impero ottomano fu costretto a cedere in parte il potere agli zayditi delle zone montagnose.
Il 30 ottobre 1918, a seguito del collasso dell'Impero ottomano, l'Imam Yaḥyā Muḥammad della dinastia degli al-Qasimi, dichiarò il settentrione yemenita indipendente. Nel 1926, l'Imam Yaḥyā si autoproclamò re del Regno mutawakkilita dello Yemen, diventando così sovrano temporale e, al tempo stesso, leader spirituale zaydita, e ottenne il riconoscimento diplomatico da parte di numerosi Stati. Tra i primissimi va ricordata l'Italia, con la quale lo Yemen ebbe sempre stretti rapporti di amicizia, accogliendone medici e studiosi come Tommaso Sarnelli. L'Italia infatti controllava dal 1890 la colonia dell'Eritrea, sulla sponda opposta del Mar Rosso. 
Negli anni venti, Yaḥyā aveva ampliato il potere yemenita dal nord al sud della Tihama e del 'Asir ma entrò in rotta di collisione con il rampante casato sunnita e wahhabita dell'Āl Saʿūd, sovrana del Hijaz e del Najd, e col suo re ʿAbd al-ʿAzīz ibn Saʿūd. Ai primi degli anni trenta, le forze saudite ripresero gran parte di quei territori prima di ritirarsene in parte, ivi inclusa la città di Hodeida nella Tihama meridionale. L'attuale confine con l'Arabia Saudita è stato tracciato il 20 maggio 1934, dopo dieci anni di guerra, con il trattato di Ta'if. Il non riconoscimento di Yaḥyā dei confini meridionali del suo regno con il protettorato britannico su Aden (più tardi Repubblica Democratica Popolare dello Yemen), che era stato negoziato dai suoi predecessori ottomani, ha condotto a occasionali scontri con i britannici.
Lo Yemen divenne uno Stato fondatore della Lega degli Stati Arabi nel 1945 e delle Nazioni Unite il 30 settembre 1947.
L'Imam Yaḥyā morì nel corso di un colpo di Stato nel 1948 e gli succedette un usurpatore. Il figlio di Yaḥyā , Aḥmad bin Yaḥyā, tornò al potere pochi mesi dopo. Il suo regno fu contrassegnato da una crescente repressione, da rinnovate frizioni con il Regno Unito a causa della presenza britannica nel Sud che bloccava la realizzazione della aspirazioni all'unità con la creazione di un Grande Yemen. Nel marzo 1955, un colpo di Stato condotto da ufficiali delle forze armate e da due fratelli dello stesso Aḥmad riuscì a deporre l'Imam che, però, poco tempo dopo, stroncò l'insurrezione.

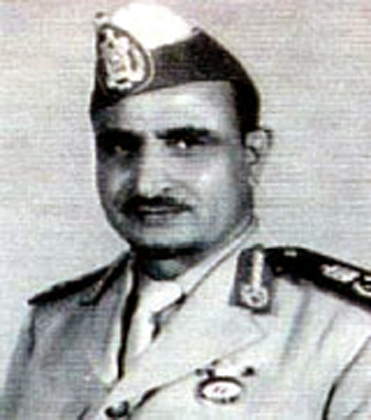
ʿAbd Allāh al-Sallāl

L'Imam Aḥmad dovette fronteggiare le crescenti pressioni operate su di lui perché aderisse ai piani panarabi dei nazionalisti, che vedevano all'epoca nell'azione del presidente egiziano Gamal Abd al-Nasser il loro campione. Nell'aprile del 1956, egli firmò quindi un patto di mutua difesa con l'Egitto e nel 1958, lo Yemen si unì a Egitto e Siria, dando il via alla Repubblica Araba Unita: una confederazione che voleva farsi conoscere come "Stati Uniti Arabi" ma che finì la sua breve esistenza nel settembre del 1961: Le relazioni con l'Egitto, quindi, inevitabilmente si deteriorarono.
Aḥmad morì nel settembre del 1962 e gli succedette il figlio e principe ereditario Muḥammad al-Badr, il cui regno tuttavia fu di breve durata.

Ufficiali addestrati dall'Egitto e di sentimenti panarabi, guidati dal comandante della Guardia Reale, il col. ʿAbd Allāh al-Sallāl, lo deposero nello stesso anno della sua incoronazione, presero il controllo di Ṣanʿāʾ e proclamarono la Repubblica Araba dello Yemen. L'Egitto sostenne la neonata repubblica con uomini e mezzi per sconfiggere le forze rimaste leali al deposto Imam, mentre le monarchie di Arabia Saudita e Giordania appoggiarono logicamente al-Badr.
La guerra civile dello Yemen del Nord andò avanti a lungo, fiaccando inevitabilmente le risorse egiziane, fin quando a La Mecca, a margine dell'ḥajj del 1967, un incontro tra Gamāl ʿAbd al-Nāṣer e il re Fayṣal spianò la strada a un accordo con cui le due parti misero fine al conflitto, facendo rientrare in patria i militari egiziani che stazionavano in forze sul territorio yemenita.

Malgrado sporadici scontri, nel 1968 si ebbe una riconciliazione generale e l'Arabia Saudita riconobbe la Repubblica Araba dello Yemen nel 1970.
La Repubblica Araba dello Yemen si fuse con la Repubblica Democratica Popolare dello Yemen (Sud Yemen) il 22 maggio 1990, per dar vita all'attuale Repubblica Unita dello Yemen.